# Meike Haas
Meike Haas (* 1970 in Laupheim) ist eine deutsche Kinderbuchautorin.

## Leben
Meike Haas studierte nach einem Heilpädagogischen Praktikum in Sylvia-koti (Finnland) Germanistik und Philosophie in Regensburg und Wien. Nach einem Volontariat bei der Mittelbayerische Zeitung in Regensburg war sie als freie Journalistin u. a. für die Süddeutsche Zeitung tätig. Es folgte ein Aufbaustudium Buchwissenschaften in München. Seit 2003 arbeitet sie als freie Autorin und verfasst Kinderbücher, die auch in mehrere Fremdsprachen übersetzt wurden.

## Werke
- Piratenjäger. Bindlach, 2005, ISBN 978-3-7855-5549-1
- Herzklopfen, Heu und Heimlichkeiten Bindlach, 2005, ISBN 978-3-7855-5541-5
- Chaos, Krisen, Pferdeküsse. Bindlach, 2005, ISBN 978-3-7855-5347-3
- Mit Marina Rachner: Ich hab dich unendlich lieb, denn ... Bindlach, 2005, ISBN 978-3-7855-5489-0
- Mit Marina Rachner: Du bist mein liebster Schatz, weil ... Bindlach, 2005, ISBN 978-3-7855-5490-6
- Mit Katharina Wieker (Ill.): Die Polizei braust um die Ecke, denn ... Bindlach, 2005, ISBN 978-3-7855-5278-0
- Mit Marina Rachner (Ill.) Der Hahn kräht, weil ... Bindlach, 2005, ISBN 978-3-7855-5279-7
- Liebesglück mit Pferdetick. Bindlach, 2006, ISBN 978-3-7855-4219-4
- Die Liebesbrief-Echtheits-Prüfung. Bindlach, 2006, ISBN 978-3-7855-5621-4
- Finja und das kalte Feuer. Würzburg, 2007, ISBN 978-3-401-06153-5
- Finja und das blaue Licht. Würzburg, 2007, ISBN 978-3-401-06098-9
- Mit Marina Rachner (Ill.) Lustige Tiere. Bindlach, 2007, ISBN 978-3-7855-4069-5
- Mit Marina Rachner (Ill.) Kuscheltiere. Bindlach, 2007, ISBN 978-3-7855-4067-1
- Mit Marina Rachner (Ill.) Fahrzeuge. Bindlach, 2007, ISBN 978-3-7855-4053-4
- Mit Marina Rachner (Ill.) Baustelle. Bindlach, 2007, ISBN 978-3-7855-4045-9
- Solo für Pauline. München, 2008, ISBN 978-3-423-07611-1
- Finja und die Zauberfürstin. Würzburg, 2008, ISBN 978-3-401-06295-2
- Finja im Tal der Feuerpferde. Würzburg, 2008, ISBN 978-3-401-06241-9
- Sommer, Sonne, Stallgeflüster. Bindlach, 2010, ISBN 978-3-7855-7088-3
- Milena und die tollste Schule der Welt. Würzburg, 2010, ISBN 978-3-401-06432-1
- Ein Pferdesommer zum Verlieben. Bindlach, 2010, ISBN 978-3-7855-6780-7
- Coxi Flederwisch und der total verhexte Schultag. München, 2011, ISBN 978-3-423-76028-7
- Lotte, Motte und ich. München, 2012, ISBN 978-3-423-76065-2
- Mit Kathrin Siegel (Ill.) Sommerträume auf vier Hufen. Bindlach, 2012, ISBN 978-3-7855-7425-6
- Mit Kathrin Siegel (Ill.) Ein Sommer voller Pferdeträume. Bindlach, 2012, ISBN 978-3-7855-7078-4
- Ein Paradies für Pferdefreunde. München, 2013, ISBN 978-3-7855-7754-7
- Mit Martina Badstuber (u. a.) Kleine Geschichten zum Vorlesen – Tiere im Zoo. Frankfurt/M. 2012, ISBN 978-3-411-81063-5
- Mit Gabie Hilgert (u. a.) Kleine Geschichten zum Vorlesen – Gespenster. Mannheim / Zürich, 2012, ISBN 978-3-411-81064-2
- Coxi Flederwisch – Hexerei im Pausenhof. München, 2013, ISBN 978-3-423-76076-8
- Mein allererstes Vorlesebuch : Tiergeschichten. München, 2013, ISBN 978-3-7855-7758-5
- Mit Hammerle Nina (u. a.): Kindergartengeschichten zum Vorlesen. Frankfurt/M., 2013, ISBN 978-3-7373-3596-6
- Mit Martina Badstuber (Bilder). Meine schönsten Vorlesegeschichten. Frankfurt/M., 2014, ISBN 978-3-7373-3625-3
- Der ausgebüxte Weihnachtsesel. Bamberg, 2014, ISBN 978-3-7348-4005-0
- Schurkenstraße 7. München, dtv 2015, ISBN 978-3-423-76131-4
- Mit Gergely Kiss: Krafaffel, der Drache mit dem ängstlichen Herzen. München, 2016, ISBN 978-3-86429-328-3

## Auszeichnungen
- SOS-Kinderliteraturpreis 2014[2]
- Platz 1 beim landesweiten Wettbewerb "Top 5 – d´Kannerjury" in Luxemburg[3]